# Omethoat
Omethoat ist eine chemische Verbindung aus der Gruppe der Carbonsäureamide und Thiophosphorsäureester.

## Gewinnung und Darstellung
Omethoat kann durch Reaktion von O,O-Dimethylphosphorylmercaptoessigsäure mit Methylisocyanat oder durch Reaktion von O,O-Dimethylthiophosphorsäure mit 2-Chlor-N-methylacetamid hergestellt werden.

## Eigenschaften
Omethoat ist eine brennbare, wenig flüchtige, ölige, farblose Flüssigkeit mit mercaptanartigem Geruch, die mischbar mit Wasser ist. Sie zersetzt sich bei Erhitzung über 135 °C. Omethoat hydrolysiert langsam in sauren und schneller unter basischen Bedingungen.

## Verwendung
Omethoat wird als Insektizid verwendet. Es ist ein Metabolit und P=O Analogon (oxon) von Dimethoat und wirkt durch Hemmung der Acetylcholinesterase.

## Zulassung
Omethoat war in der DDR zwischen 1976 und 1994 und in der BRD zwischen 1971 und 1998 zugelassen.
Es wurde 2002 nicht in die Liste der zulässigen Pflanzenschutzmittel-Wirkstoffe in Anhang I der Richtlinie 91/414/EWG aufgenommenen.
In Deutschland, Österreich und der Schweiz sind keine Pflanzenschutzmittel mit diesem Wirkstoff zugelassen.